# Agather Atuhaire
Agather Atuhaire est une avocate ougandaise, défenseuse des droits de l'homme et journaliste indépendante. Elle dénonce la corruption et la mauvaise administration dans son pays, ce qui lui vaut, le 4 mars 2023, de se voir décerner le prix international de la femme de courage.

## Biographie
Agather Atuhaire naît dans le district de Sheema vers 1988. Son enfance est difficile car son père était alcoolique. Elle termine ses études secondaires grâce à une bourse d'études à l'Alliance School de Mbarara. Faute d'argent, elle ne peut réaliser son ambition de faire du droit et étudie le journalisme à l'université de Makerere.
En juin 2022, elle est nommée défenseur des droits de l'homme du mois par DefendDefenders.
En 2023, l'ambassadeur de l'UE en Ouganda, Jan Sadek, lui décerne le Prix européen des défenseurs des droits de l'homme pour 2022. Jan Sadek évoque son travail récent avec le Centre de développement du droit, où elle a découvert que des étudiants échouaient inexplicablement à des cours et qu'il n'y avait pas d'appel ou d'enquête. Elle a des différends avec les politiciens Anita Among et Mathias Mpuuga, ainsi qu'avec la société locale d'assainissement. Agather Atuhaire révèle qu'Anita Among et son adjoint ont tous deux acheté des voitures de luxe avec de l'argent public,. La révélation de cette corruption lui vaut de devoir rendre des comptes et des menaces.
Elle est arrêtée le 19 mai 2025 à Dar es-Salaam, en même temps que le militant kényan Boniface Mwangi, après avoir tenté d’assister au procès pour trahison du leader de l’opposition Tundu Lissu ; elle est détenue au secret puis abandonnée par les autorités tanzaniennes et prise en charge le vendredi 23 par sa famille et ses amis, qui témoignent de traces de torture et d'un état physique très dégradé.